# ودوگ
ودوگ (به سوئدی: Vedevåg) یک سکونتگاه مسکونی در سوئد است که در Lindesberg Municipality واقع شده‌است.

## خصوصیات
ودوگ ۱٫۴۶ کیلومترمربع مساحت و ۶۵۶ نفر جمعیت دارد.